# Parinari hypochrysea
Parinari hypochrysea är en tvåhjärtbladig växtart som beskrevs av Letouzey, Frank White och Gottfried Wilhelm Johannes Mildbraed. Parinari hypochrysea ingår i släktet Parinari och familjen Chrysobalanaceae. Inga underarter finns listade i Catalogue of Life.